# Ciclone Yasi
O ciclone tropical severo Yasi foi um poderoso e destrutivo ciclone tropical que atingiu a costa no norte de Queensland, na Austrália no início de 2011, causando grandes danos para as áreas afetadas. Originado como uma baixa tropical perto de Fiji em 26 de janeiro, o sistema se intensificou para o status de ciclone tropical durante a noite de 30 de janeiro. Yasi se aprofundou rapidamente nas 24 horas seguintes e foi classificado como um ciclone de categoria 3 por volta das 17h AEST (07h UTC ) em 31 de janeiro de 2011. No final de 1 de fevereiro, o ciclone se fortaleceu para um sistema de categoria 4; então, no início de 2 de fevereiro, o ciclone intensificou-se para um ciclone tropical severo de categoria 5. O sistema tinha um olho bem definido e continuou a seguir na direção oeste-sudoeste, mantendo à noite uma pressão central de 930 hPa (27 inHg) e uma intensidade Dvorak de T6.5.
Por volta das 12:00 AM AEST (14:00 UTC) em 3 de fevereiro, Yasi cruzou a costa australiana como um ciclone tropical severo de Categoria 5 perto de Mission Beach, com rajadas de no máximo 3 segundos estimadas em 285 km/h abrangendo uma área de Ingham a Cairns. Uma baixa pressão recorde de 929 hPa (27,43 inHg) foi medida quando o olho passou por Tully. Devido ao tamanho do sistema e seu núcleo forte, Yasi manteve a intensidade ciclônica mais para o interior do que o normal, finalmente dissipando-se em uma baixa tropical perto do Monte Isa, às 22h do dia 3 de fevereiro de 2011, 22 horas depois que a tempestade cruzou a costa pela primeira vez. A tempestade causou danos estimados em AU$ 3,5 mil milhões (US $ 3,6 mil milhões), tornando-se o ciclone tropical mais caro já registrado para atingir a Austrália (sem levar em conta a inflação; caso contrário, o ciclone Tracy foi mais caro). Yasi também foi indiretamente responsável pela morte de um homem de 23 anos, que morreu asfixiado por gases de escapamento de gerador.
O ciclone tropical Yasi foi a maior tempestade da história de Queensland, com mais de 10.000 pessoas se mudando de suas casas. A tempestade passou entre as duas grandes cidades de Cairns e Townsville, que sofreu apenas pequenos danos. As primeiras estimativas de danos colocam o custo em cerca de AU$ 100 milhões. Não causou tantos danos quanto o governo esperava, pois atingiu grandes cidades. No entanto, destruiu 30% das casas em Tully. Pelo menos 75% da safra de banana foi destruída, e os danos às fazendas de cana-de-açúcar custariam cerca de AU$ 500 milhões. Danos nas linhas de energia deixaram 150.000 casas sem eletricidade.

## História meteorológica
O Distúrbio Tropical 09F foi identificado pela primeira vez em 26 de janeiro de 2011 pelo Serviço Meteorológico de Fiji (FMS), enquanto estava a 330 km (210 mi) sul-sudoeste de Tuvalu. Em uma região de altas temperaturas da superfície do mar e cisalhamento do vento de baixa a moderada, esperava-se que se intensificasse gradualmente à medida que se movia para sudoeste. Pouco desenvolvimento ocorreu nos dois dias seguintes, embora tenha sido classificado como uma depressão tropical em 27 de janeiro. Em 28 de janeiro, a depressão era caracterizada como um baixo mal desenvolvido, com uma ampla área de convecção rotativa e expansiva. Um desenvolvimento considerável ocorreu no dia seguinte, levando o Joint Typhoon Warning Center (JTWC) a emitir um alerta de formação de ciclones tropicais. O centro de circulação de baixo nível da tempestade tornou-se cada vez mais definido e características de bandas convectivas foram aparentes ao longo da periferia norte da depressão.
Ele se aprofundou rapidamente ao longo de 30 de janeiro, resultando no JTWC atualizando o sistema para uma tempestade tropical depois que dados de uma imagem ASCAT retrataram ventos próximos à força de vendaval em torno do centro da tempestade. Pouco depois, o FMS também atualizou a tempestade, classificando-a como ciclone tropical Yasi. Ao ser classificado como um ciclone tropical, Yasi foi localizado cerca de 370 km (230 mi) a nordeste de Vanuatu. Ao longo da borda norte de uma forte cordilheira subtropical, a tempestade seguiu geralmente para o oeste, levando-a através das ilhas do norte do país. Continuando a se intensificar rapidamente, Yasi atingiu intensidade severa de ciclone tropical com ventos sustentados de dez minutos de pelo menos 120 km/h (75 mph) em 31 de janeiro, quando a banda de convecção primária envolveu o centro da tempestade. Mais tarde naquele dia, a tempestade cruzou 160 ° E, solicitando o aviso final do FMS e o primeiro aviso do Australian Bureau of Meteorology, quando o sistema cruzou para a bacia de ciclones australiana.
Pouco depois de entrar na área de responsabilidade do BoM, a tempestade iniciou um período de rápida intensificação sob condições extremamente favoráveis ao virar para sudoeste, com um olho raso se desenvolvendo em 31 de janeiro. Conforme a tempestade continuou a se intensificar, um olho circular bem definido se desenvolveu. A tempestade atingiu a intensidade da Categoria 4 no final do dia 1 de fevereiro, e o status da Categoria 5 no início do dia seguinte. Enquanto isso, o JTWC avaliou que o sistema atingiu o status equivalente à Categoria 4 na escala Saffir-Simpson. Mais tarde naquele dia, Yasi atingiu seu pico de intensidade com ventos suturados de 10 minutos de 201 km/h (125 mph) e uma pressão de 929 hPa (27.4 inHg). Ao mesmo tempo, o JTWC estimou os ventos de Yasi em 249 km/h (155 mph).
Viajando para o sudoeste, Yasi permaneceu uma tempestade poderosa até seu desembarque perto de Mission Beach, Queensland, às 14:00 UTC em 2 de fevereiro. Ao chegar à costa, a tempestade enfraqueceu rapidamente e não era mais um ciclone tropical severo 6 horas após o desembarque. Pelos próximos dias, a tempestade serpenteava como uma depressão sobre a Austrália, antes de se dissipar em 6 de fevereiro.

## Preparações, impacto e consequências

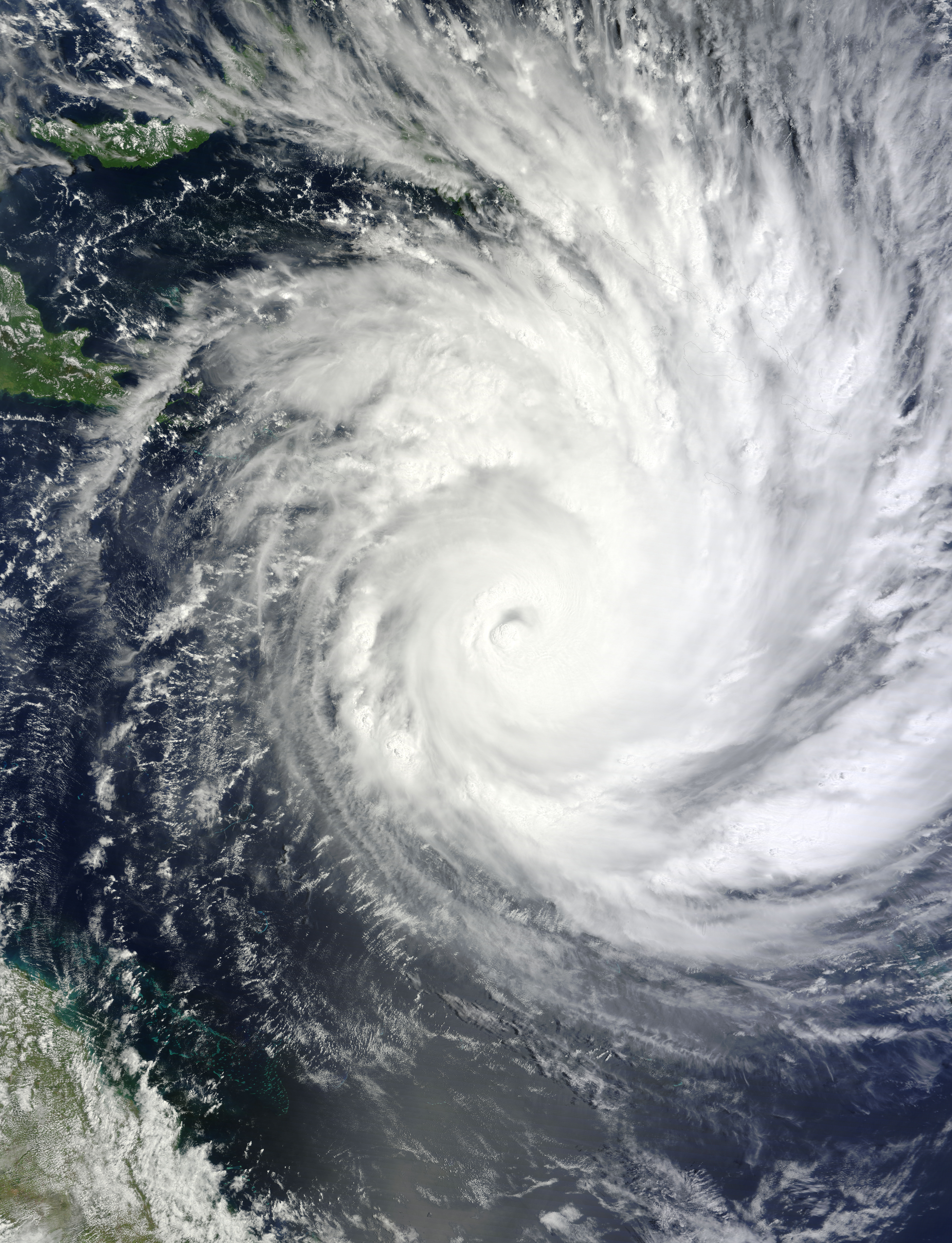
Imagem de satélite do ciclone Yasi intensificando-se em 1 fevereiro

O severo ciclone tropical Yasi impactou diretamente as Ilhas Salomão, Vanuatu e partes da Austrália, enquanto partes de Fiji e Papua Nova Guinê foram impactadas indiretamente. Como resultado dos impactos do sistema, o nome Yasi foi posteriormente retirado da lista de nomes de ciclones tropicais do Pacífico Sul e substituído por Yvone. 

### Fiji, Vanuatu, Papua Nova Guiné e Ilhas Salomão
Entre 23 e 30 de janeiro, fortes ventos e ondulações foram observados em Tuvalu, à medida que os ciclones tropicais Wilma e Yasi se desenvolveram e passaram. Esses ventos fortes atrasaram as programações de embarque e afetaram os alunos que estudavam em Vaitupu e Fiji, e as ilhas externas ficaram sem suprimentos devido ao mar agitado. De 28 a 30 de janeiro, a depressão tropical precursora de Yasi causou chuva e ventos fortes nas ilhas Fiji ao largo de Rotuma, Vanua Levu, Taveuni e nas ilhas Yasawa ao norte.
Durante 30 de janeiro, Yasi se tornou o segundo de três sistemas a impactar diretamente Vanuatu em dois meses. O ciclone tropical Yasi atravessou a província de Torba, no norte de Vanuatu, com ventos de até 95 km/h (59 mph). As autoridades de Vanuatu relataram dificuldades em fazer contato com a província de Torba, mas acredita-se que a área norte escapou de grandes danos.
A tempestade atingiu várias centenas de quilômetros a sudeste de Papua-Nova Guiné, mas as bordas externas do grande sistema trouxeram fortes ventos, alto mar e chuvas fortes ao país. Na província de Milne Bay, as autoridades locais aconselharam os residentes que moram ao longo da costa a se mudarem para áreas mais altas.

### Ilha Willis
Quando Yasi se mudou para a região australiana, dados meteorológicos da estação meteorológica na Ilha Willis foram usados para ajudar a monitorar o sistema. À frente do sistema que impactou a ilha, a equipe fechou os prédios e foi evacuada da ilha por um helicóptero durante o dia 1 de fevereiro. Posteriormente, Yasi passou diretamente sobre a estação meteorológica durante 2 de fevereiro, onde rajadas de vento de 185 km/h (115 mph) e uma pressão mínima de 937.9 hPa (27.70 inHg) foram registrados, antes que o equipamento meteorológico e as comunicações falhassem. Depois que o sistema passou sobre a ilha, ficou claro que os fortes ventos e as tempestades danificaram o radar, os principais sistemas de observação, bem como as comunicações, a infraestrutura operacional e de suporte de vida. Também foi notado que o sistema alterou a forma da ilha e limpou a maior parte de sua vegetação. A maioria dos sistemas automatizados de observação de superfície e comunicações foram posteriormente restaurados e tornaram-se operacionais, quinze dias depois de Yasi ter passado pela ilha. No entanto, o radar e os sistemas de suporte de vida demoraram um pouco mais para serem restaurados e foram posteriormente concluídos no final de novembro, antes que a equipe retornasse à ilha em dezembro de 2011.

### Austrália
No momento em que Yasi cruzou para a bacia australiana, os preparativos para a tempestade estavam em andamento. A mídia se referiu à tempestade como "o que poderia ser o pior ciclone do estado da história".
Por causa de seu grande tamanho, muitos temiam que o ciclone tropical pudesse causar danos mais severos do que o ciclone Larry em 2006 ou o ciclone Tracy, que danificou seriamente Darwin em 1974. Milhares de residentes no caminho da tempestade foram instados a evacuar pela Premier de Queensland, Anna Bligh. Trinta mil pessoas foram evacuadas de Cairns, incluindo todos os pacientes do Cairns Base Hospital e do Cairns Private Hospital, transportados de avião pela Royal Australian Air Force e outras agências (como o Royal Flying Doctor Service ) para Brisbane. O coordenador de emergência do estado de Queensland advertiu os residentes de que eles ficariam por conta própria por até 24 horas, pois as condições seriam muito perigosas para o pessoal de emergência.
Ondas tão altas quanto 12 m (39,37 ft) foram previstos para atingir a costa norte de Queensland como a tempestade causada pelo ciclone Yasi combinada com uma maré alta de até 7 m (23 ft) acima da média.
Em Mission Beach, perto de onde o ciclone Yasi atingiu a costa, as rajadas de vento foram estimadas em 290 km/h (180 mph), deixando para trás muitos danos. Uma onda de tempestade estimada em 7 m (23 ft) destruiu várias estruturas ao longo da costa e empurrou até 300 m (980 ft) interior. Nas horas que se seguiram à passagem da tempestade, a polícia não pôde se aventurar além de sua delegacia porque a situação ainda não havia sido declarada segura. A maior parte da praia havia perdido sua areia e todas as estruturas estavam danificadas em algum grau. Perto do nascer do sol em 3 de fevereiro, não houve relatos de vítimas fatais ou feridos em Mission Beach. Enquanto o olho da tempestade se movia sobre várias cidades em Queensland, os repórteres aproveitaram a oportunidade para fazer uma breve avaliação dos danos antes que a parede do olho retornasse. As áreas mais afetadas foram em torno de Tully, Tully Heads, Silkwood, Mission Beach, Innisfail e Cardwell.
De acordo com os moradores de Tully, a cidade era "... um cenário de devastação em massa". Um número desconhecido de casas foram completamente destruídas devido aos ventos intensos, estimados em 209 km/h (130 mph), atingiu a área. Muitas outras casas não destruídas sofreram danos severos na fachada e / ou no telhado. Ao amanhecer, relatórios da cidade afirmavam que cerca de 90% das estruturas ao longo da avenida principal sofreram grandes danos.

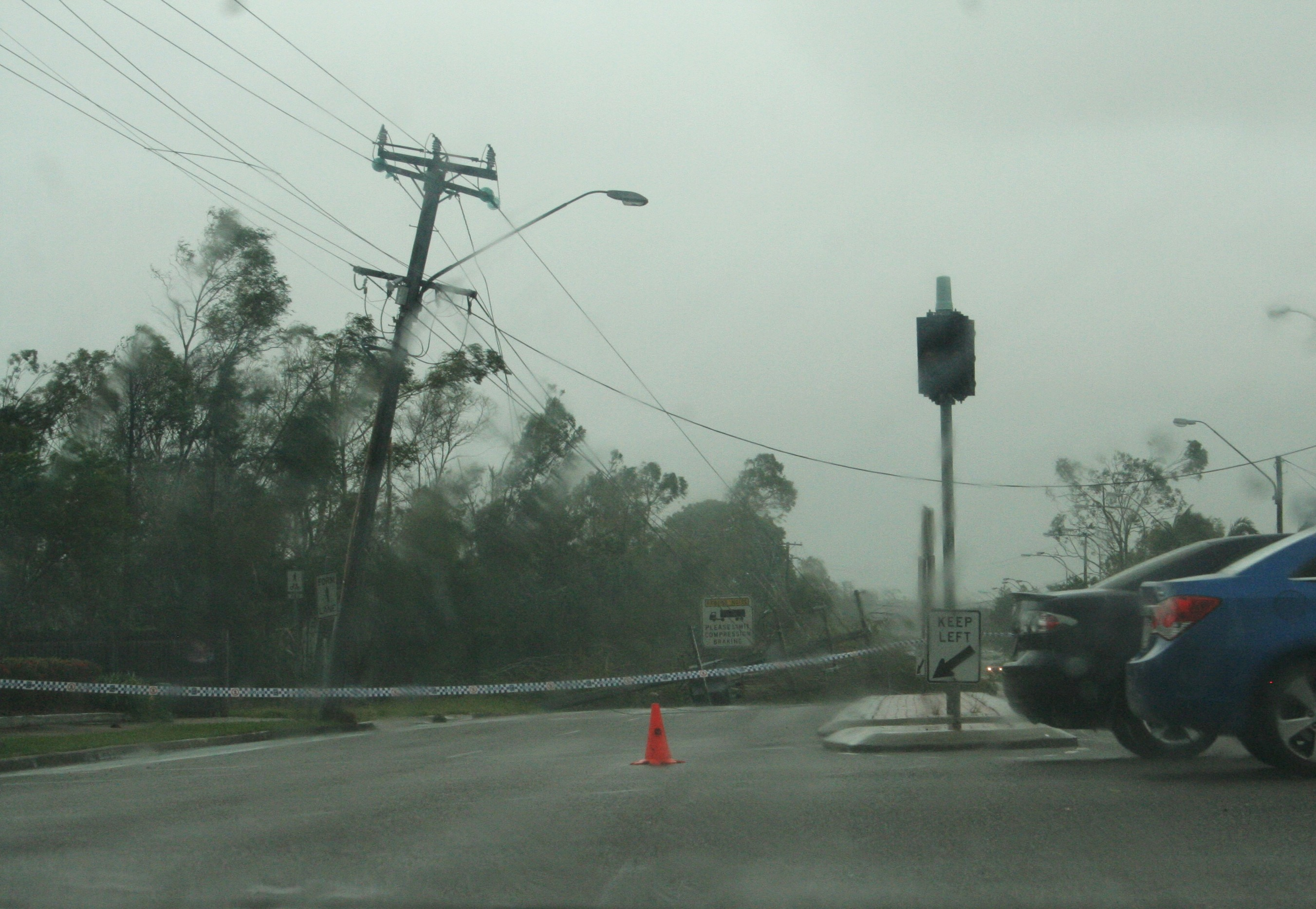
Poste e linhas de força derrubados na Kings Road em Townsville

Um centro de evacuação em Innisfail começou a inundar conforme o pior dos impactos de Yasi se aproximava. Os evacuados estariam martelando tábuas na parte inferior das portas para evitar que a água entrasse mais na estrutura. Além disso, as preocupações com as janelas do edifício surgiram à medida que elas flexionavam em meio a ventos de mais de 200 km/h (120 mph). Em Townsville, vários telhados foram arrancados de edifícios e arremessados pelas ruas. Acredita-se que muitas janelas tenham sido quebradas, já que os moradores relataram o som de vidros quebrando durante a noite enquanto a tempestade passava. Em Tully, o colégio foi destruído e precisará ser reconstruído.
Numerosas ligações de emergência foram feitas por residentes presos em suas casas perto do auge da tempestade. No entanto, suas ligações não puderam ser atendidas, pois as condições eram muito perigosas para a passagem da polícia. Um caso relatado foi de seis pessoas presas em um complexo de apartamentos em Port Hinchinbrook perto de Cardwell, que não puderam ser evacuadas. O edifício foi ameaçado pela onda de tempestade de Yasi que ultrapassou 3 m (9.8 ft). Posteriormente, foi relatado que o grupo estava seguro. Por volta das 10:30 PM hora local em 2 de fevereiro, Premier Bligh afirmou que cerca de 90.000 estruturas, incluindo centros de evacuação, estavam sem energia. Este número subiu para 170.000 pela manhã e as autoridades afirmaram que alguns residentes podem ficar sem energia por mais de um mês.
O sistema de abastecimento de água falhou em Townsville e havia apenas 24 horas de abastecimento, enquanto a água acabou em Magnetic Island em um dia.
O medo de uma devastação total para as plantações de banana e cana-de-açúcar surgiu quando a tempestade atingiu a terra. As estimativas iniciais indicam que os danos apenas à cana-de-açúcar podem chegar a A $ 505 milhão. Em 3 de fevereiro, as perdas totais com a tempestade foram estimadas em A $ 3,5. mil milhões (US $ 3,54 mil milhões), isso o torna o ciclone mais caro que já atingiu a Austrália (sem levar em conta a inflação). Em 5 de fevereiro, A $ 2 mil milhões (US $ 2,03 mil milhões) foi confirmada como perdida na agricultura, mineração e governo local. Um adicional de A $ 1 mil milhões foram perdidos na indústria do turismo.
Uma morte foi devido ao envenenamento por monóxido de carbono pela exaustão de um gerador portátil sendo usado em um espaço confinado em Bambaroo perto de Ingham.
Dois dias após o landfall, uma forte inundação das chuvas cortou a Bruce Highway entre Townsville e Ingham, deixando um backup de 10 quilômetros de tráfego. Muitos dos que evacuaram as áreas devastadas, incluindo trabalhadores de emergência, ficaram presos.
Em 5 de fevereiro, os remanescentes de Yasi como uma baixa tropical criaram chuvas torrenciais com uma precipitação de 140 mm (5.5 in) foi gravada em Terowie e Yongala. As inundações foram generalizadas em cidades do norte da Austrália do Sul, atingindo até mesmo Renmark no rio Murray. No noroeste de Victoria, Mildura registrou o maior total de precipitação diária já registrado, com 142 mm (5.6 in) e Lyndhurst, um subúrbio de Melbourne registrou 180 mm (7.1 in) de chuva nas 24 horas até 9h AEDT (22:00 UTC) em 5 de fevereiro.
Em 6 de fevereiro, o BOM informou que o ex-ciclone tropical Yasi tinha 85 km (53 mi) ao norte de Yulara e que fortes chuvas continuaram na área de Alice Springs. O dilúvio também continuou no norte da Austrália do Sul, enquanto vastas áreas continuavam a chover. Hallett teve uma quantidade recorde de chuva de 98 mm (3.9 in). Ventos prejudiciais com rajadas de mais de 90 km/h atingiu Marla e Coober Pedy. Mais de 100 mm (3.9 in) também caiu em Arkaroola e Mt Dare, 92 mm (3.6 in) caiu em Marree, e 86 mm (3.4 in) em Yunta.
Mesmo uma semana após as enchentes, as áreas afetadas ficaram completamente isoladas. Na Challenger Gold Mine 150 pessoas foram isoladas e suprimentos de emergência tiveram que ser enviados. As estações de gado perto de Oodnadatta, Glendambo e a maior do mundo na estação Anna Creek estavam todas isoladas.
A resposta da Força de Defesa Australiana (ADF) foi designada Operação Yasi Assist. O ADF estabeleceu a Força-Tarefa Conjunta 664, baseada no Quartel Lavarack em Townsville e sob o comando do Brigadeiro Stuart Smith, para o comando operacional em 2 de fevereiro de 2011.